# ビハウ
ビハウ（ベラルーシ語: Бы́хаў, Bychaŭ, 発音 [ˈbɨxaʊ]）とは、ベラルーシのマヒリョウ（モギリョフ）州に属する町であり、ビハウ地区の行政の中心となっている。ロシア語名はビホフ（ロシア語: Бы́хов, ポーランド語: Bychów, イディッシュ語: Bihov, イディッシュ語: ביחאָוו, リトアニア語: Bychavas）。州都マヒリョウの44キロメートル南の、ドニエプル川付近に位置する。2017年当時の人口は17,082人である。

## 歴史
ビハウは要塞化された集落が発展した町である。1370年にビハウは建設されたが、史料に名前が見られるのは1430年以降である。ビハウは兵器製造で知られる都市であり、都市の紋章には大砲の砲身が描かれている。
のちにリトアニア大公国の支配下に置かれ、1560年代にホトキェヴィチ家（en）が領有した。ホトキェヴィチ家によってビハウの要塞化が進められ、ベラルーシで最も堅固な都市のひとつとなった。17世紀初頭に新しい市街地が建設され、同時期にユダヤ人が定住するようになり、町に武装されたシナゴーグが建てられた。1648年に起きたフメリニツキーの乱にビハウも巻き込まれ、1659年までロシアの軍隊に占領された。
18世紀初頭の大北方戦争では、ビハウは2度の包囲を受ける。1772年の第一次ポーランド分割でビハウはロシア帝国の領土に編入される。
1890年代までにビハウの住民の半分ほどをユダヤ人が占めるようになり、農業と工業に携わっていた。1902年にビハウに鉄道の駅ができ、次いで映画館が建てられ、ドニエプル川を通る橋が完成した。
第二次世界大戦において、ビハウは1941年7月5日から1944年6月28日までドイツ軍に占領され、オストラント国家弁務官区の白ロシア行政委員の統治下に置かれた。1941年9月と同年11月に行われたホロコーストで多くのビハウのユダヤ人が射殺された。ドイツとソビエト連邦の記録によれば、ロシアのVoroninoで射殺されたユダヤ人の中には4,600人のビハウの住民が含まれていたという。